# Šime Bujas
Šime Bujas (Šibenik, 5. siječnja 1927. — Šibenik, 4. veljače 2001.) bio je hrvatski veslač. Natjecao se u disciplini četverac s kormilarom na Ljetnim olimpijskim igrama 1948. godine.

## Vanjske poveznice
- Šime Bujas @ olympedia.org